# Potok v Črni
Potok v Črni je naselje v Občini Kamnik.

## Zgodovina
Potok Črna in naselje Potok v Črni sta se v nemških srednjeveških listinah običajno imenovala Swarzenpach, to je Črni potok. Tako je leta 1317 Friderik, sin Zigfrida Gallenberškega prodal očetovi ustanovi samostanu klaris v Mekinjah svojo kmetijo v Črni. Leta 1423 je kamniški župnik Filip prodal cerkljanski župnijska cerkev kmetijo v 
Apnu, za dobljeni denar pa kupil desetine »v Črnem potoku pod hribom sv. Primoža«.